# Wikipedia en latín
La Wikipedia en latín (Vicipaedia Latina) es la versión de Wikipedia en ese idioma. Iniciada el 22 de mayo de 2002; en 2019, llevaba 130 000 artículos.

## Ortografía y gramática
Mientras que la gramática latina está fijada, la ortografía no lo está, pues hay varias escuelas de estudiosos que siguen caminos diferentes. Esto deriva en la inexistencia de las minúsculas en latín y la diferenciación medieval entre las letras i/j y u/v. En la Vicipaedia se sigue la corriente de escritura más reciente, la más extendida entre los filólogos actuales, y se tiene por norma diferenciar la u de la v pero no se acepta el uso de la j. Del mismo modo, no se acepta el uso de letras ligadas como æ u œ, porque en latín no han sido nunca letras de por sí, sino que eran ligaduras para ahorrar espacio.
Se usan la numeración arábiga para escribir cualquier número menos en los siglos y en los numerales de gobernantes.

## Vocabulario moderno y política de neologismos
La Vicipaedia empezó dominada por temas de la historia clásica; sin embargo, a partir de 2006, un nuevo grupo de usuarios expandieron la temática a temas culturales y científicos modernos.
La política de Vicipaedia en cuanto a neologismos es "Noli fingere" que significa No inventes (neologismos). Para tratar conceptos que no existían ni en tiempos antiguos ni medievales, se usan términos de la lengua latina moderna, como el latín botánico, el latín científico, las enciclopedias del siglo XIX que se solían escribir en latín y diccionarios latinos modernos del Vaticano. También se usan como fuentes periódicos populares modernos escritos en latín, como Ephemeris y Radio Bremen.
Como cualquier idioma de ámbito internacional, muchas veces existen múltiples términos correctos para el mismo concepto, como en castellano hoy se puede decir computadora, computador u ordenador siendo todo la misma cosa. En latín esto a veces ocurre aún más porque el idioma lleva más de dos mil años de uso continuo. Por ello muchas veces existen distintos términos antiguos, medievales, tardíos y modernos para la misma cosa. Cuando esto ocurre, la práctica de Vicipaedia es escribir el artículo bajo el término más antiguo y ahí dar los términos sinónimos, aunque a veces haya alguna discusión sobre pequeñas diferencias de significado.

## Calidad de las páginas
Como el latín no tiene hablantes nativos, todos los usuarios han aprendido latín en algún momento después de la niñez y, por tanto, se cometen errores gramaticales de vez en cuando, como en cualquier otro idioma que se aprende. Debido a esta particularidad los administradores de la Vicipaedia están encargados de vigilar la calidad del latín y todas las páginas deben llevar un indicador de la calidad del texto. Este indicador suele ser un punto naranja/verde/rojo en la esquina superior derecha del artículo.
Por otro lado, cada mes se elige una página destacada por su calidad, tanto de contenido como de latín.